# Бен Голдейкър
Бен Майкъл Голдейкър (на английски: Ben Michael Goldacre) е британски лекар, психиатър, професор по обществено здраве в Оксфордския университет, автор на научна литература, колумнист.
Води колонката „Лоша наука“ (Bad Science) във в-к „Гардиан“ и на популярна книга със същото име, публикувана през 2008 г. и издадена на български под заглавието „Псевдонауката“ (изд. „Изток-Запад“, София, 2011).